# USS Columbus (CA-74)
USS Columbus (CA-74/CG-12) là một tàu tuần dương hạng nặng thuộc lớp Baltimore của Hải quân Hoa Kỳ được chế tạo khi Chiến tranh Thế giới thứ hai sắp chấm dứt. Nó là chiếc tàu chiến thứ ba của Hải quân Mỹ được đặt cái tên này theo tên nhà thám hiểm hàng hải Christopher Columbus và tên thành phố Columbus thuộc tiểu bang Ohio. Được hoàn tất quá trễ để có thể góp phần trong Thế Chiến II, con tàu đã tiếp tục phục vụ, thoạt tiên tại Thái Bình Dương và sau đó là tại Địa Trung Hải, trước khi được cải biến thành một tàu tuần dương tên lửa điều khiển thuộc lớp Albany vào năm 1959 với ký hiệu mới CG-12. Nó lại tiếp tục hoạt động, chủ yếu là tại Đại Tây Dương và Địa Trung Hải, cho đến khi ngừng hoạt động vào năm 1975 và tháo dỡ vào năm 1977.

## Thiết kế và chế tạo

### Thiết kế
Sau khi những giới hạn về tải trọng của tàu tuần dương hạng nặng do Hiệp ước Hải quân Washington quy định được dỡ bỏ, lớp Baltimore được thiết kế về căn bản dựa trên chiếc USS Wichita, và một phần cũng dựa trên lớp tàu tuần dương hạng nhẹ lớp Cleveland đang được chế tạo. Những chiếc Baltimore có trong lượng choán nước tiêu chuẩn lên đến 14.500 tấn Anh (14.733 t), và trang bị chín khẩu pháo 8 in (200 mm) trên ba tháp pháo ba nòng. So với lớp Wichita, vũ khí phòng không hạng nhẹ tiếp tục được tăng cường: 12 khẩu đội Bofors 40 mm bốn nòng (48 nòng pháo) cùng với 20-28 khẩu Oerlikon 20 mm. Sau Thế chiến II, pháo phòng không 20 mm bị tháo dỡ do kém hiệu quả, và pháo Bofors 40 mm được thay thế bằng pháo 3-inch/50-caliber trong thập niên 1950.

### Chế tạo
Columbus được đặt lườn tại Xưởng tàu Fore River của hãng Bethlehem Steel Co. ở Quincy, Massachusetts vào ngày 28 tháng 6 năm 1943. Nó được hạ thủy vào ngày 30 tháng 11 năm 1944, được đỡ đầu bởi Bà Edward G. Meyers, mẹ của hia quân nhân tử trận trong chiến tranh; và được cho nhập biên chế vào ngày 8 tháng 6 năm 1945 dưới quyền chỉ huy của hạm trưởng, Đại tá Hải quân Allen Hobbs.

## Lịch sử hoạt động

### CA-74 (1944-1959)
Gia nhập Thái Bình Dương, Columbus đi đến Thanh Đảo, Trung Quốc, vào ngày 13 tháng 1 năm 1946 đảm trách nhiệm vụ chiếm đóng. Vào ngày 1 tháng 4 nó giúp vào việc đánh chìm 24 tàu ngầm chiến lợi phẩm chiếm được của Hải quân Đế quốc Nhật Bản, và ngày hôm sau lên đường đi San Pedro, California. Trong thời gian còn lại của năm, nó hoạt động tại vùng biển Bờ Tây Hoa Kỳ, rồi thực hiện một chuyến đi khác đến Viễn Đông từ ngày 15 tháng 1 đến ngày 12 tháng 6 năm 1947.
Sau các hoạt động khác tại vùng Bờ Tây và một đợt đại tu tại Xưởng hải quân Puget Sound, Columbus rời Bremerton ngày 12 tháng 4 năm 1948 để gia nhập Hạm đội Đại Tây Dương, đi đến Norfolk, Virginia vào ngày 19 tháng 5. Columbus thực hiện hai chuyến đi trong vai trò soái hạm của Tổng tư lệnh lực lượng hải quân Đông Đại Tây Dương và Địa Trung Hải từ ngày 13 tháng 9 năm 1948 đến 15 tháng 12 năm 1949 và 12 tháng 6 năm 1950 đến 5 tháng 10 năm 1951; cùng một lần là soái hạm của Tư lệnh Tối cao Đồng Minh tại Địa Trung Hải trong cuộc tập trận Chiến dịch Mainbrace của khối NATO từ ngày 25 tháng 8 đến ngày 29 tháng 9 năm 1952. Nó thực hiện chuyến đi đến Địa Trung Hải từ tháng 10 năm 1952 đến tháng 1 năm 1953, một phần thời gian đó là soái hạm của Đệ Lục hạm đội. Giờ đây là soái hạm của Hải đội Tuần dương 6, nó quay lại khu vực Địa Trung Hải tư tháng 9 năm 1954 đến tháng 1 năm 1955. Giữa các đợt bố trí này, Columbus được đại tu cần thiết cùng các hoạt động huấn luyện dọc theo Bờ Đông Hoa Kỳ và tại vùng biển Caribbe.
Được bố trí trở lại khu vực Thái Bình Dương, Columbus rời Boston, Massachusetts vào ngày 8 tháng 11 năm 1955 hướng đến Long Beach, California, đến nơi vào ngày 2 tháng 12. Chỉ một tháng sau, 5 tháng 1 năm 1956, nó lên đường đi Yokosuka, Nhật Bản, và hoạt động cùng với Đệ Thất hạm đội cho đến khi quay trở về Long Beach vào ngày 8 tháng 7. Columbus còn thực hiện thêm hai chuyến đi khác đến Viễn Đông vào các năm 1957 và 1958. Vào mùa Hè năm 1958, sự hiện diện của nó khi tuần tra tại eo biển Đài Loan là lời nhắc nhở về sức mạnh và mối quan tâm của Hoa Kỳ vào lúc diễn ra Khủng hoảng eo biển Đài Loan lần 2, khi phía Trung Cộng bắn đạn pháo xuống các đảo Kim Môn và quần đảo Mã Tổ do Trung Hoa dân quốc trú đóng. Vào ngày 8 tháng 5 năm 1959, Columbus được cho xuất biên chế tại Xưởng hải quân Puget Sound để bắt đầu cài biến thành một tàu tuần dương tên lửa điều khiển.

### CG-12 (1959-1975)

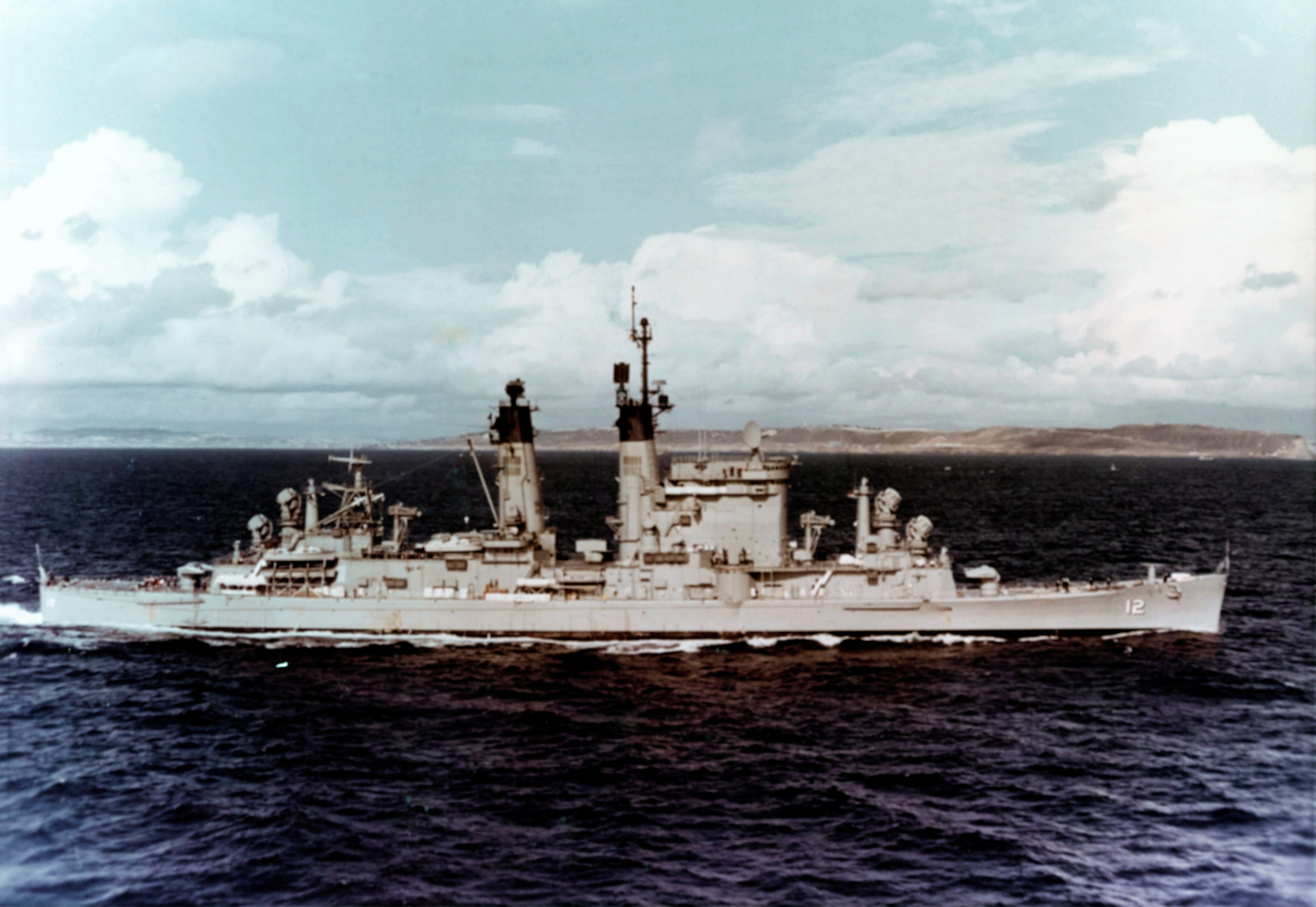
USS Columbus sau khi cải biến thành tàu tuần dương tên lửa điều khiển, năm 1965.

Ngày 30 tháng 9 năm 1959 Columbus được tái trang bị như một tàu tuần dương tên lửa điều khiển lớp Albany class cùng chung với những chiếc USS Albany (CG-10) và USS Chicago (CG-11), và được xếp lại lớp thành CG-12.
Hệ thống vũ khí trang bị khi cải biến bao gồm hệ thống kiểm soát tên lửa Mk 77 với bốn radar kiểm soát hỏa lực AN/SPG-49 và hai bệ phóng Mk 12 nòng đôi dành cho 104 quả tên lửa đất đối không tầm xa RIM-8 Talos, một phía trước và một phía sau tàu. Các tàu tuần dương này còn mang theo 84 tên lửa đất đối không RIM-24 Tartar tầm ngắn hơn, phóng từ hai bệ Mk 11 nòng đôi bố trí hai bên mạn tàu cạnh cấu trúc thượng tầng chính. Tên lửa Tartar được điều khiển bởi hệ thống kiểm soát tên lửa Mk 74 với bốn radar kiểm soát hỏa lực AN/SPG-51. Để chống tàu ngầm, một bệ phóng Mk 112 "matchbox" tám nòng dành cho tên lửa ASROC được bố trí giữa tàu, giữa hai ống khói. Ngoài ra còn có hai ống phóng ngư lôi ba nòng Mk 32 dành cho kiểu ngư lôi Mk 46 chống tàu ngầm.

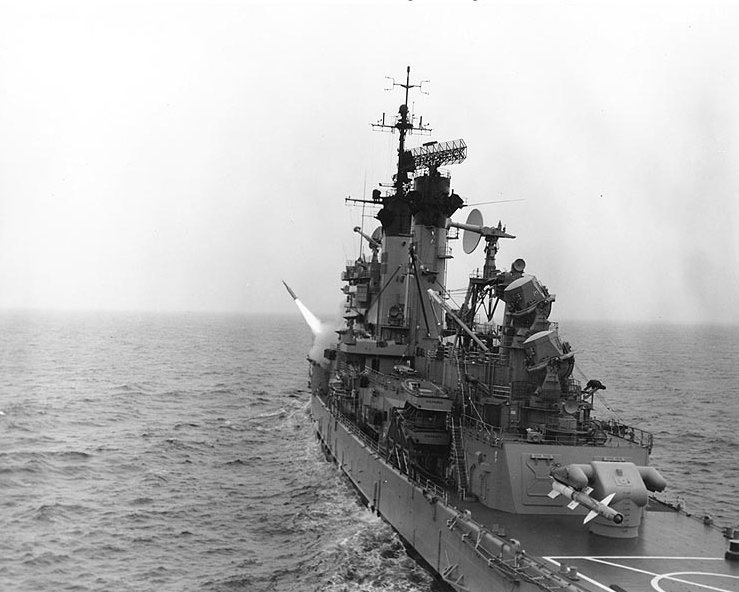
USS Columbus (CG-12) đang bắn tên lửa RIM-24 Tartar trong một đợt bố trí đến Địa Trung Hải

USS Columbus (CG-12) được cho nhập biên chế trở lại vào ngày 1 tháng 12 năm 1962, và được điều động đến khu vực Tây Thái Bình Dương vào tháng 8 năm 1964. Sau đó nó phục vụ như là soái hạm của Tư lệnh lực lượng tuần dương-khu trục suốt năm 1966, sau khi được bố trí đến Hạm đội Đại Tây Dương vào đầu năm đó. Từ năm 1966 đến năm 1974, chiếc tàu tuần dương đã bảy lần được bố trí hoạt động tại Địa Trung Hải.
Không giống các thành viên khác trong lớp Albany cùng được cải biến thành tàu tuần dương tên lửa điều khiển, Columbus không được hiện đại hóa vào năm 1970. Sau đợt bố trí cuối cùng đến Địa Trung Hải kết thúc vào ngày 31 tháng 5 năm 1974, nó quay về cảng nhà và được chuẩn bị để ngừng hoạt động. Chiếc tàu tuần dương được cho xuất biên chế lần sau cùng vào ngày 31 tháng 1 năm 1975, được rút tên khỏi danh sách Đăng bạ Hải quân vào ngày 9 tháng 8 năm 1976, được bán cho hãng Union Minerals & Alloys Corp. vào ngày 3 tháng 10 năm 1977, và được tháo dỡ tại Port Newark, New Jersey.

## Phần thưởng[3]
|  |             |                           |
|  |             |                           |
|  | Bronze star | Bronze star · Bronze star |

| Đơn vị Tuyên dương Anh dũng Hải quân          | Đơn vị Tuyên dương Anh dũng Hải quân                            | Huân chương Phục vụ Trung Hoa                                   | Huân chương Phục vụ Trung Hoa                                       |
| Huân chương Chiến dịch Hoa Kỳ                 | Huân chương Chiến thắng Thế Chiến II                            | Huân chương Chiến thắng Thế Chiến II                            | Huân chương Phục vụ Chiếm đóng Hải quân (Nhật Bản)                  |
| Huân chương Phục vụ Chiếm đóng Hải quân (Đức) | Huân chương Phục vụ Phòng vệ Quốc gia với 1 Ngôi sao Chiến trận | Huân chương Phục vụ Phòng vệ Quốc gia với 1 Ngôi sao Chiến trận | Huân chương Viễn chinh Lực lượng Vũ trang với 2 Ngôi sao Chiến trận |